# Brandbach (Else)
Der Brandbach (in Enger auch Bolldammbach) ist ein rechter Nebenfluss der Else im Nordosten des deutschen Bundeslandes Nordrhein-Westfalen.

## Geographie
Das Gewässer hat eine Gesamtlänge von 12,5 km. Das Einzugsgebiet erstreckt sich über Teile von fünf Gemeinden des Kreises Herford. Das Gewässer entspringt bei Pödinghausen an der Stadtgrenze zu Spenge-Lenzinghausen und mündet bei Südlengern in die Else (Flusskilometer 4). In Hiddenhausen speist der Bach den Umflutgraben von Gut Bustedt bei Kilometer 4. Bei Kilometer 1,5 quert der Bach die Bundesautobahn 30. Der Bolldammbach, der das Zentrum Engers durchfließt, tritt bei starken Regenfällen über seine Ufer und überflutet das Naturschutzgebiet Enger Bruch.
Das Gewässer durchfließt auf seinem Weg von der Quelle bis zur Mündung folgende Gemeinden:
- Enger
- Bünde
- Hiddenhausen
- Kirchlengern

Auf seinem Weg nimmt das Gewässer flussabwärts betrachtet folgende Gewässer auf:
- Baringer Bach (L 14)
- Bruchgraben (L 10)
- Eilshauser Bach (R 2,3)
- Mühlenbach (R 9,7)

(L/R; KM): Linker rechter Zufluss, bei Flusskilometer, Mündung bei KM 0)

## Umwelt

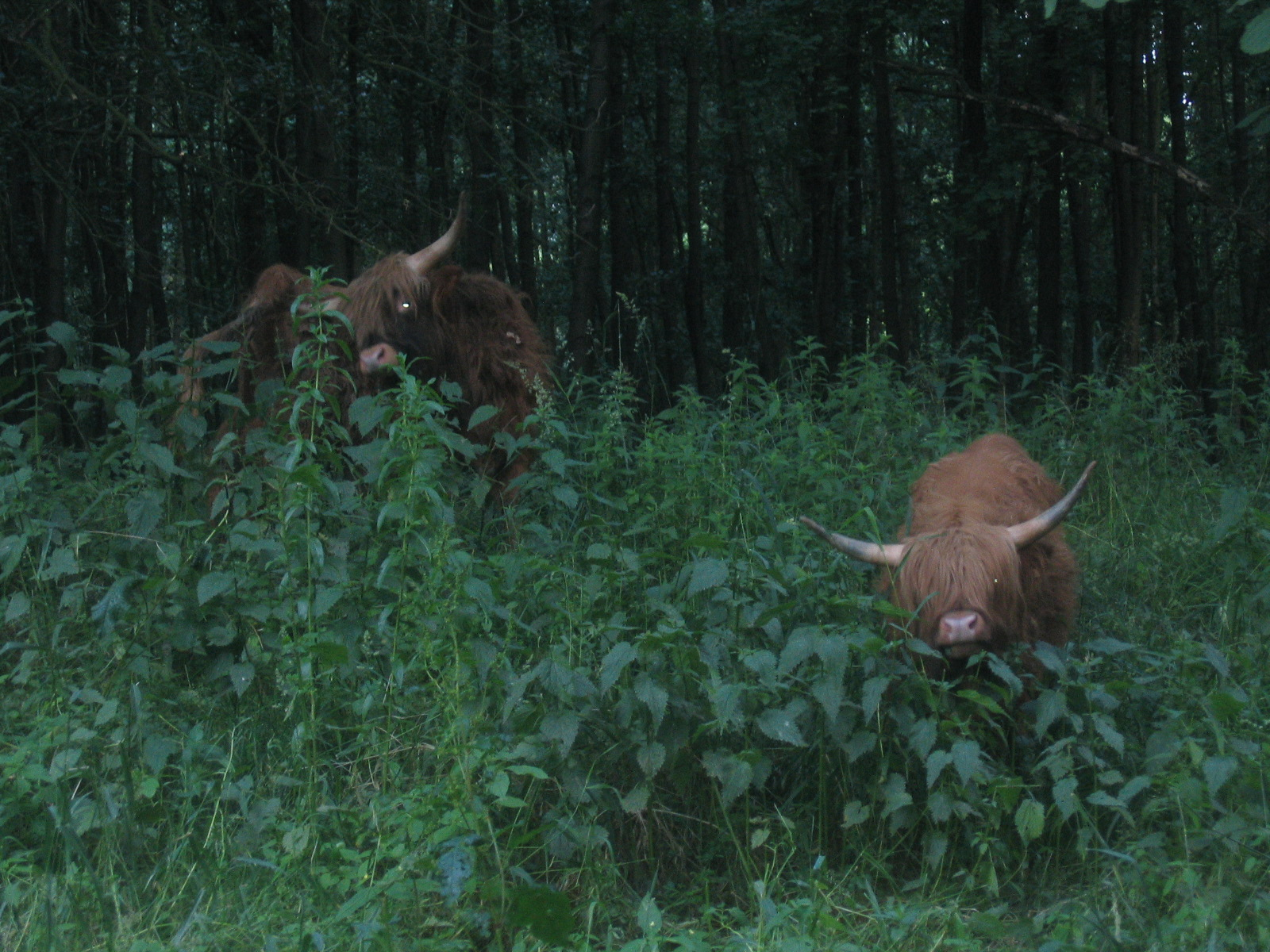
Rinder am Brandbach in der Nähe des Guts Bustedt

Der Bach streift oder durchfließt auf seinem Weg drei Naturschutzgebiete:
- Das 20 Hektar große Naturschutzgebiet Bustedter Holz liegt im Bünder Ortsteil Bustedt und grenzt an das Naturschutzgebiet Bustedter Wiesen. Geschützt wird vor allem ein naturnaher Buchenwaldbestand, aber auch andere Baumarten. Im dicht besiedelten Kreis Herford ist das Gebiet eines der wenigen großen Waldbestände.
- Das Naturschutzgebiet Bustedter Wiesen liegt in einer weiten Talmulde des Brandbachs zwischen Bünde und Hiddenhausen. Das Gebiet ist außerdem Hochwasserrückhaltebecken. Besonders schützenswert sind die Feuchtwiesenbiotope im Bachtal und Flora und Fauna an angrenzenden Teichen. Das Biologiezentrum des Guts Bustedt grenzt an das Gebiet an, das wiederum in das Konzept des Zentrums einbezogen wird. Das Gebiet ist insgesamt 82,3 Hektar groß und besteht aus 57,5 Hektar Naturschutzgebiet sowie aus einer rund 25 Hektar großen Fläche, die durch das Biologiezentrum genutzt wird.
- Das Enger Bruch liegt bei Enger und Pödinghausen am Bolldammbach und hat eine Größe von 55 Hektar, von denen rund die Hälfte im Landesbesitz sind. Das Niederungsgebiet und seine Grünflächen werden häufig großflächig überflutet. Die schützenswerte Fauna bezieht sich auf die anzutreffenden Großseggenriede, Feldgehölze, Fettwiesen und -weiden, Kleingewässer, Hochstaudenfluren, Gräben, Röhrichtzonen und Heckenbereiche. Die Grünlandbereiche bieten zahlreichen Wiesen- und Watvögeln, Amphibien, Libellen und Schmetterlingen einen wertvollen Lebensraum. Das Bruch hat für die Vogelwelt des Ravensberger Landes eine herausragende Bedeutung.